# 哀愁 (MUCCのアルバム)
『哀愁』（あいしゅう）は、ムックの2枚目のミニ・アルバム。

## 概要
- 108ピースパズル付BOX仕様。歌詞カードは元々付いておらず、パズルを完成させると表がCDジャケットの絵柄、裏が歌詞カードになる仕様になっている。
- 「ジレンマ」の後に隠しトラック「ロバートのテーマ」及びVoice Messageが収録されている。

## 収録曲
1. 花
（作詞・作曲：雅）
2. 翼をください
（作詞：TATOO / 作曲：雅）
  - 2007年発売の『WORST OF MUCC』と2017年発売の『殺シノ調べII This is NOT Greatest Hits』にて再録されている。
3. 狂想曲
（作詞：TATOO / 作曲：雅）
4. あやとり
（作詞・作曲：ミヤ）
  - 『WORST OF MUCC』にて再録されている。
5. ジレンマ
（作詞・作曲：雅）
  - 『WORST OF MUCC』にて再録されている。
6. ロバートのテーマ
（作詞：ロバート / 作曲：不明）
  - 隠しトラック。